# 3723-as mellékút (Magyarország)
A 3723-as számú mellékút egy bő 7 kilométeres hosszúságú, négy számjegyű mellékút Borsod-Abaúj-Zemplén vármegyében; lényegében a 37-es főút gesztelyi szakaszától húzódik Taktaharkányig.

## Nyomvonala
A 3605-ös útból ágazik ki, Gesztely és Megyaszó határvonalán, dél felé. Megyaszót ennél jobban nem is érinti, az első métereitől gesztelyi területen halad, pontosabban e községhez tartozó, különálló településrész, Újharangod belterületének nyugati szélén, Béke utca néven. Nagyjából 1,2 kilométer után hagyja teljesen maga mögött a lakott területeket, kevéssel a második kilométere után pedig teljesen kilép Gesztely határai közül is.
Néhány lépéssel arrébb, de már teljes egészében Hernádnémeti területén keresztezi a 37-es főutat, annak a 15+650-es kilométerszelvénye közelében. E község lakott területeit nemigen érinti, és 2,8 kilométer megtétele után el is éri Hernádnémeti és Taktaharkány határszélét, ahol keletnek fordul. Egy darabig a határvonalat kíséri – közben, 3,3 kilométer után csatlakozik hozzá a Hernádnémeti Újsiska településrészét kiszolgáló, számozatlan önkormányzati út –, nagyjából 4,5 kilométer után pedig teljesen taktaharkányi területre ér. Az ötödik kilométere közelében halad el a központtól különálló Jajhalom településrész mellett, és nem sokkal ezután – még mielőtt a település belterületét elérhetné – véget is ér, beletorkollva a 3611-es útba, annak a 18+650-es kilométerszelvénye közelében.
Teljes hossza, az országos közutak térképes nyilvántartását szolgáló kira.kozut.hu adatbázisa szerint 7,339 kilométer.

## Története
A Kartográfiai Vállalat 1990-es kiadású Magyarország autóatlasza a teljes szakaszát kiépített, s a burkolatminőségét tekintve pormentes útként tünteti fel.